# Genosse
Als Genosse (von althochdeutsch: ginoz – jemand, der mit einem anderen etwas genießt, Nutznießung hat) bezeichnet man einen Gefährten (Kampfgenosse, Eidesgenosse, Zeitgenosse …), also jemanden, mit dem man eine gemeinsame Erfahrung in einem bestimmten Bereich geteilt hatte, der dieselben Ziele hatte und auf den man sich aus diesem Grund verlassen kann.

## Der Begriff „Genosse“ im deutschen Sprachraum

### Politische Bedeutung in linken Parteien
In der Politik, insbesondere in sozialdemokratischen, sozialistischen und kommunistischen Parteien, Gewerkschaften sowie anarchistischen Organisationen werden die Mitglieder und Aktivisten häufig als „Genossinnen“ und „Genossen“ bezeichnet und geduzt. Die Verwendung des Begriffs Genosse als politische Form der Anrede geht dabei auf die Gründung der Sozialistischen Arbeiterpartei (SAP) zurück.

### Bewaffnete und politische Organe
In der DDR war die Bezeichnung „Genosse“ bzw. „Genossin“ neben der Verwendung in der SED auch die offizielle Anrede für Angehörige der bewaffneten Organe in Verbindung mit dem Dienstgrad (zum Beispiel Genosse Major). Diese Anrede als Genosse gab es auch in den Bewaffneten Organen der UdSSR und der anderen Ostblockstaaten.

### Politische Bedeutung in der NSDAP
Die NSDAP wandelte das Wort zu „Parteigenosse“ (abgekürzt „Pg.“) und „Volksgenosse“ ab.

### Bedeutung im Handelsrecht
Im deutschen Handelsrecht wurden bis 2006 die Mitglieder einer Genossenschaft als „Genossen“ bezeichnet.

### Bedeutung im Jagdrecht
Als Jagdgenossen werden die Eigentümer land-, forst- und wasserwirtschaftlicher Grundstücke bezeichnet, insofern auf diesen nicht die Jagd ruht oder sie einen Eigenjagdbezirk darstellen.

### Bedeutung im Strafvollzug
Als „Zellengenossen“ werden männliche Personen bezeichnet, die mit anderen Häftlingen gemeinsam in einer Gefängniszelle untergebracht sind.

## Bedeutung und Verwendung im außerdeutschen Sprachraum
In den meisten anderen germanischen Sprachen (wie englisch, niederländisch und den skandinavischen Sprachen) und den meisten romanischen Sprachen wird innerhalb politischer Organisationen des linken Spektrums die entsprechende Mitgliederbezeichnung für den deutschen Begriff Genosse  vom lateinischen Wort „camera“ (deutsch: Kammer) abgeleitet. Der Bedeutungsgehalt und die vom Verwender dabei transportierte Klangfärbung sind dabei aufgrund der verschiedenartigen nationalen Entwicklungen und Erfahrungen sozialistischer und sozialdemokratischer Strömungen von Sprache zu Sprache verschieden.
Die englische Sprache kennt die Bezeichnung comrade (wörtlich deutsch: Kamerad). Sie kann dort zwar auch im militärischen Sinn verwendet werden, dient aber meist als politisierte Anredeform.
Die niederländische Sprache kennt die Bezeichnung kameraad (deutsch: Kamerad, Kumpel). Sie kann in diesem ursprünglichen Sinn verwendet werden, dient aber auch als politisierte Anredeform.
Parallel dazu leitet sich das französische camarade von der gleichen lateinischen Wurzel ab. Der Ursprung der Bezeichnung in ihrer politischen Bedeutung steht dabei aus Sicht der Arbeiterbewegung in Verbindung mit der Ablehnung feudaler und bürgerlicher Umgangsformen wie madame, monsieur oder mademoiselle und der Suche nach einem Ersatz mit größerer egalitärer Ausdruckskraft. In der politischen Kultur Frankreichs wird diese Form der Anrede in der Kommunistischen Partei und in kommunistischen Strömungen heutzutage häufiger verwendet als in der Sozialistischen Partei.
Auch im Spanischen und Portugiesischen sind jeweils camarada geläufig, allerdings hat sich im lateinamerikanischen Raum, insbesondere beeinflusst durch die kubanische Revolution, die spanische Wendung compañero/compañera und im portugiesischsprachigen Brasilien in der Brasilianischen Arbeiterpartei (Partido dos Trabalhadores) companheiro/companheira durchgesetzt.
Eine Ausnahme bildet das Italienische. Hier entspricht compagno dem deutschen Wort Genosse. Camerata dagegen bestimmte den persönlichen Umgang in der faschistischen Bewegung und späteren Diktatur und wird auch heute noch in selbstbeanspruchten Nachfolgeorganisationen benutzt.
Im Russischen ist Towarischtsch (товарищ) das Wort für Genosse im politische Sinne, kann aber auch für Kamerad oder Kollege verwendet werden.
In der Ungarischen Sprache war die Entsprechung Elvtárs die offizielle Anrede während der kommunistischen Zeit. Es bedeutet so viel wie „Mensch, der die gleichen Prinzipien teilt“. Elv = Prinzip, Társ = Partner.
Die hebräische Entsprechung zu „Genosse“ Chawér, hebräisch חבר, ist mehrdeutig. Das Wort wird auch im Sinne von „Mitglied“ (einer Partei, eines Parlaments o. ä.) verwendet und bedeutet in erster Linie „Freund“.